# Louis-Adolphe Robin-Morhéry
 (mars 2019).
Si vous disposez d'ouvrages ou d'articles de référence ou si vous connaissez des sites web de qualité traitant du thème abordé ici, merci de compléter l'article en donnant les références utiles à sa vérifiabilité et en les liant à la section « Notes et références ».
Louis Adolphe Napoléon Robin-Morhéry ou Robin de Morhéry, né à Loudéac le 1er juin 1805, mort à Paris le 21 décembre 1864. Médecin, chansonnier, humaniste et homme politique français. Son nom de naissance Robin-Morhéry a été rectifié en Robin de Morhéry à titre posthume suivant jugement de la cour d'appel de Rennes du 15 décembre 1891.
Conspirateur républicain sous Charles X, chef du Mouvement des Écoles pendant les Trois Glorieuses, il fut par la suite commissaire du gouvernement provisoire dans les Côtes-du-Nord et dans le Finistère (1848) puis député des Côtes-du-Nord à la Constituante (1848).
Comme celui de tout le parti républicain, son rôle pendant les Trois Glorieuses, a été fortement occulté après l'élimination de la menace républicaine par les Orléanistes. Le Grand Larousse du XIXe siècle le présente comme « un des hommes qui contribuèrent le plus à la Révolution de 1830 ». En 1997, l'historienne Jane Gilmore, dans son ouvrage La République clandestine 1818-1848 a réhabilité le rôle de Morhéry et des étudiants républicains dans la préparation, le déclenchement et l'issue du conflit, décrivant Morhéry comme l'« un des hommes phares de la révolution de 1830, [qui] fit preuve d’une véritable envergure politique, avant, pendant et après les événements ».

## Biographie

### Jeunesse
Né à Loudéac le 1er juin 1805, Morhéry fut élève au lycée de Pontivy, avec son cousin Ange Guépin. C'est sous l'impulsion du père de celui-ci, le libéral Victor Guépin, que les deux jeunes adolescents sont initiés très tôt à la politique. Ainsi, en 1822, ils entrent dans la Charbonnerie. En 1824, les deux cousins quittent la Bretagne pour étudier la médecine à Paris.
Morhéry fut le disciple de François Broussais, à l'hospice de perfectionnement où il avait ouvert un cours particulier. Morhéry avait adopté les idées de Broussais tant en médecine qu'en politique. Il y était prédisposé par son ascendance. Ses grand-pères, Louis François Anne Robin de Morhéry et Toussaint Brélivet avaient adopté les idées de la Révolution et furent députés, le premier en 1789 et le deuxième en 1804. Son père, Olivier Robin-Morhéry, ancien capitaine pendant les guerres de la Révolution, établit marchand de toile à Loudéac et maire de la ville en 1800 fut victime du blocus continental et de la concurrence que subissait depuis près d'un siècle les toiles dites Bretagnes. Il se trouvait en faillite depuis 1814, réduit à une modeste aisance et dut se résoudre à de lourds sacrifices pour assurer l'instruction de ses enfants.

### Le combattant de Juillet
À Paris, les études de Morhéry furent ralenties puis suspendues par son activité clandestine républicaine. Il se lia d'amitié avec d'autres conspirateurs étudiants et fut très vite à la tête de tous les étudiants engagés dans une action révolutionnaire et favorables à l’établissement de la souveraineté du peuple. Morhéry fut membre de la société jacobine Aide toi, le ciel t'aidera, et fut désigné par son État-Major, avec Marrast pour prendre la tête des funérailles du député Jacques-Antoine Manuel le 24 août 1827. Le convoi, suivi de plus de 100 000 personnes représente la première manifestation publique contre la politique de Charles X. Pendant trois années consécutives, il est nommé commissaire du banquet breton où il prononça des toasts assez énergiques.
Morhéry organisa et commanda l’Association de Janvier ou Conspiration La Fayette, organisation paramilitaire d’étudiants et d’ouvriers centralisée autour du journal La Tribune des départements et dont La Fayette était le commandant en chef honoraire.
Durant les Trois Glorieuses, il prit la tête du Mouvement des Écoles, qui eut un rôle déterminant dans le déclenchement et dans l'issue du conflit. À la tête d'un groupe d'étudiants il repoussa par trois fois une colonne militaire qui s'approchait de l'hôtel de ville. Ayant mis toutes ses espérances en La Fayette, il fit de vives instances auprès du général afin qu'il se décida à proclamer la République lorsque le combat insurrectionnel semblait gagné. En vain, c'est le duc d'Orléans qui fut appelé.
Le 1er août, à l'Hôtel-de-Ville, Morhéry fut nommé par La Fayette et Odilon-Barrot, commissaire du gouvernement provisoire en Bretagne pour y organiser des moyens de défense contre une nouvelle chouannerie, mais au lieu de rejoindre son affectation, Morhéry prit la tête, le 3 août, de la protestation contre la nomination du duc d’Orléans, comme Lieutenant-général du royaume, puis le 5 août, il prit la tête d'une autre protestation à la chambre des Députés contre la « Charte Bérard ». Le 10 août, il est décoré de la médaille de Juillet mais refuse de prêter serment à la monarchie. Son comportement provocateur le fit rechercher par la police. Il put quitter in-extremis Paris le 31 décembre 1830. Il gagna Strasbourg, où il obtint – non sans difficultés – l’autorisation de passer son doctorat en médecine. De retour à Paris, en 1831, il manqua une fois de plus de se faire arrêter et ne dut sa liberté qu’à l’énergique résistance de quelques amis.
Il quitte finalement Paris et retourne à Loudéac où il soigne pauvres et ouvriers, avec un désintéressement sans exemple. Ses opinions, dont il ne se cachait pas ne troublaient en rien la popularité qu'il avait acquise. Même ses adversaires le respectaient. Il fut un des chefs de l’opposition à Loudéac, membre du conseil municipal, de la Chambre littéraire, membre du bureau de bienfaisance de la ville, et président du comice agricole du canton. On le considérait comme un véritable « ami du peuple ». Il s’efforça de favoriser les intérêts de la région en obtenant par exemple, un service de diligences entre Saint-Brieuc et Lorient, et un service de bateaux sur le canal de Nantes à Brest. Léon Dubreuil écrit de lui (1961) que son « influence était telle qu'il avait fait de l'arrondissement de Loudéac l'arrondissement le plus avancé des Côtes-du-Nord avec celui de Lannion ».

### Le constituant de 1848
Il constitua un réseau breton de sociétés des Droits de l'homme (sociétés secrètes républicaines), avec des sections à Loudéac bien sûr mais aussi dans toute la Bretagne. Son activité clandestine républicaine favorisa la Révolution de 1848 en Bretagne. Cette Révolution vit la République proclamée et bon nombre d’amis parisiens et de camarades de barricades de Morhéry, accéder à des charges importantes à Paris.
Ledru-Rollin (ministre de l’Intérieur du gouvernement provisoire et ancien lieutenant de Morhéry en 1830) est à l'origine de sa nomination en tant que commissaire du gouvernement dans les Côtes-du-Nord le 2 mars 1848, mais la place étant déjà prise par Honoré Couard, Ledru-Rollin envoie Morhéry, le 7 mars, comme commissaire du gouvernement à Quimper. Cependant, Jules Favre, secrétaire général de Ledru-Rollin y avait déjà nommé Tassel, et ainsi à l’issue d’un conflit resté célèbre, Morhéry fut envoyé comme commissaire-adjoint à Brest. Finalement, le 30 mars Tassel fut révoqué et Morhéry prit sa place.
Les élections au suffrage universel annoncées, barbe noire et vêtement très simple, Morhéry s’adresse aux marins, aux ouvriers, aux paysans et parle d’instruction gratuite, de liberté de la presse, d’affranchissement des esclaves noirs, de suppression du domaine congéable, de la défense des colons contre les châtelains, de faire défricher la Lande... Le 23 avril 1848, il fut élu avec 62 270 voix (sur 144 377 votants) à l’Assemblée Constituante pour les Côtes-du-Nord. Il prit place avec l’extrême gauche démocrate-socialiste et fit partie du comité de l’Intérieur. Il prit souvent la parole, de manière parfois énergique, notamment à l’occasion du cautionnement imposé aux entreprises de presse, ou encore au sujet de la nomination des magistrats. Il vota constamment avec la gauche radicale : pour le bannissement de la famille d’Orléans ; contre les poursuites à l'encontre de Louis Blanc et Caussidière ; pour l’impôt progressif ; contre l’incompatibilité des fonctions (il avait d’ailleurs lui-même démissionné de ses fonctions de commissaire du Finistère) ; pour l’amendement Grévy supprimant la présidence de la République ; contre la proposition Râteau ; contre l’expédition de Rome ... Il combattit vivement la politique napoléonienne de l’Élysée et signa, à l’occasion de l’écrasement de la république romaine par une armée française, la mise en accusation du président Louis-Napoléon Bonaparte. Mais la politique de réaction triomphant et son mandat de député n’ayant pas été renouvelé en 1849, il retourna à Loudéac, mais il ne cessa pas pour autant son activité politique.
Le 13 octobre 1851, au cours d’un voyage à Rennes, il prit contact avec les socialistes les plus ardents et ranima la société des « Travailleurs » forte d’environ 40 membres et dont le bureau, aux dires du procureur général, était composé des « hommes les plus ardents et les plus dangereux » de Bretagne. Il continuait son activité médicale et agricole étant toujours à la tête du comice agricole de Loudéac. Il avait mis au point un système pratique d’organisation agricole qu’il publia en 1859 et qui, disponible chez tous les principaux libraires, connut un certain succès. Conscient de l’importance de l’alphabétisation dans le cadre du développement du mouvement ouvrier, il avait mis au point, en 1861, avec un instituteur de Lonlay-l’Abbaye, une méthode de lecture qui accompagnait la publication de ses chansons, qui avaient fait sa notoriété lors des banquets politiques.
Avec moins d’ardeur que dans sa jeunesse il s’intéressa toujours à la politique et publia, en 1863, à l’intention du prince Napoléon, une brochure politique sur Puebla et Varsovie (13 juin 1863) et la même année, publia une adresse politique dédié aux électeurs de Paris et intitulé « Le triomphe électoral ».

### Le médecin
Précurseur en médecine comme en politique, il s'était enthousiasmé pour La Doctrine physiologique de Broussais, qui ouvrait à la médecine des voies nouvelles. Ainsi, Morhéry avait soutenu sa thèse de médecine sur les passions et leurs influences sur l’organisme à une époque où la médecine était tombée dans le plus profond matérialisme. Morhéry lui-même présentait sa thèse comme une protestation contre ce courant de la médecine organique et de la pharmacologie minérale. Il s’était aussi intéressé au spiritisme d’Allan Kardec, allant jusqu’à envisager – avec une réserve toute scientifique quand même - une médecine particulière liée au spiritisme, sur laquelle il avait fait quelques expériences en accueillant chez lui Désirée Godu, une jeune guérisseuse d’Hennebont. Il s'était aussi fortement intéressé aux traitements des maladies des femmes, la future gynécologie. En butte aux tracasseries cléricales et réactionnaires, et à la suite d'une saisie et de la vente aux enchères d'une partie de ses biens (dont le domaine du Plessis-Boudet, à Loudéac, où il vivait) il s’était installé à Paris vers 1860. Il y inventa un fixateur utéro-vaginal contre les descentes d'organes (prolapsus).
Il avait épousé au Quillio, une parente : Marie-Françoise Ollitrault de Keryvallan (tante de dom Jean-Baptiste Ollitrault de Keryvallan), de qui il eut sept enfants pour qui la particule « Robin de Morhéry » fut rétablie en 1891.